# Frank Baines
Frank Baines (né le 16 juillet 1995 à Liverpool) est un gymnaste britannique (écossais).

## Carrière sportive
Il remporte la médaille d'argent par équipes lors des Jeux du Commonwealth de 2014 à Glasgow.
Lors des Jeux du Commonwealth de 2018 à Gold Coast, il remporte la médaille de bronze par équipes et aux barres parallèles.